# Kostel svatého Jiří (Náklo)
Kostel svatého Jiří v obci Náklo v okrese Olomouc. Náleží pod Římskokatolickou farnost Náklo šternberského děkanátu olomoucké arcidiecéze. Opevněný kostel je kulturní památkou ČR.

## Historie
První písemná zmínka o faře v Náklu je z roku 1140, kostel je doložen v roce 1250. Předchůdcem měla být středověká tvrz nebo hrad rytířů z Nákla. Věž byla dostavěna po roce 1450. V roce 1560 na jeho místě byl postaven nový renesanční kostel. Jiné zdroje uvádějí období 1572–1576. Další přestavba měla proběhnout v letech 1587 až 1593. V období třicetileté války byl kostel vypálen a částečně pobořen. V letech 1696–1698 byla provedena barokní přestavba hradiskými premonstráty. Základní kámen byl položen 19. září 1696 za účasti hradiského opata Norberta Želeckého z Počernic. Z původních staveb byla zachována renesanční věž s atikou z období 1572–1576. Kostel byl vysvěcen v roce 1698. V roce 1928 byl kostel vymalován a opraven portál. V roce 1965–1966 byla provedena oprava fasády.
Kostel byl obklopen hřbitovem, ze kterého se zachovala kostnice. Hřbitov byl zrušen v roce 1873.

## Popis
Kostel je postaven na vyvýšené ostrožně. Je to orientovaná podélná jednolodní stavba s odsazeným pětibokým závěrem a hranolovou věží v ose západního průčelí. Ke kněžišti z obou boků jsou přistavěny pravoúhlé sakristie. Loď má valenou klenbu s nadokenními výsečemi. Okna lodi jsou rámována profilovanými šambránami s klenákem ve vrcholu a nadokenní přímou římsou. Fasáda lodi i kněžiště je členěná toskánskými pilastry, které nesou profilovanou římsu. Sakristie mají fasádu hladkou s okny bez šambrán. Loď má sedlovou střechu se sanktusníkem.
Věž v západním průčelí je hranolovitá na čtvercovém půdorysu (7,4 x 7,4 m). K severní straně věže přiléhá válcové šnekové schodiště se střílnovými okny. Hlavní vchod je rámován kamenným portálem s profilovaným ostěním s dvojicí sloupů, které nesou kladí s letopočtem 1698, znakem kláštera a znakem opata Želeckého. Ve frontonu ve výklenku je socha svatého Štěpána. Podvěží má křížovou klenbou. Je ukončena cimbuřím a dovnitř klopenou střechou. Ve věži jsou dva zvony z roku 1514 a 1515 sv. Vojtěch a sv. Jiří, v sanktusníku je další ze stejného období, a cimbály propojené s věžními hodinami. Pod věžními hodinami ve zvonovém patře jsou na třech stranách dvojice oken s půlkruhovými záklenky.

### Interiér
Mobiliář je převážně barokní. Hlavní oltář byl dokončen v roce 1939. V západní části lodi je zděná kruchta.
Varhany s dvěma manuály a 16 rejstříky pro kostel vyrobil v roce 1824 varhanář Michal Oranský (1768–1854) z Olomouce. V roce 1853 varhanář Konrád Blaschke varhany opravil a přidal dva nové rejstříky.

### Kříž
U vchodu do kostela stojí kříž z roku 1745. Na dvojstupňovém podstavci je posazen hranolový sokl s reliéfem zkřížených kopí. Na něm stojí jetelový kamenný kříž s plastikou Ukřižovaného Krista. Spodní stupeň podstavce s reliéfem svatého Václava je ukončen trojúhelníkovým štítem. Horní stupeň s volutami po stranách s výzdobou akantových listů a reliéfem kalichu je ukončen profilovanou římsou. Do roku 1896 stál před bránou kostela.

### Kostnice
Je drobná stavba na půdorysu obdélníku (6 x 4,5 m) postavená z cihel, omítnutá hladkou omítkou. Strop je rovný se štukovým zrcadlem. Střecha je sedlová. Ve východním průčelí jsou dvě okna, ve štítu kruhové okno. Bašta po stranách márnice má pultovou střechu krytou břidlicí.

### Ohradní zeď
Kostel byl obehnán oválnou hradební zdí vysokou sedm až deset metrů s opěrnými pilíři. V zadní části zdi je baštovitý výběžek. Je postavena z lomového kamene. Zeď je široká 1 až 1,4 m, zdobená římsou, krytá částečně břidlicovými plotnami a s kamennými chrliči. Zeď má dvě vstupní brány. Východní je vystavěna z korálů se sochou Panny Marie Lurdské z roku 1899 ve výklenku nad vchodem. Jižní vstup je se schodištěm, s dvoukřídlovými dveřmi a stříškou.